# Cäsarsches Haus

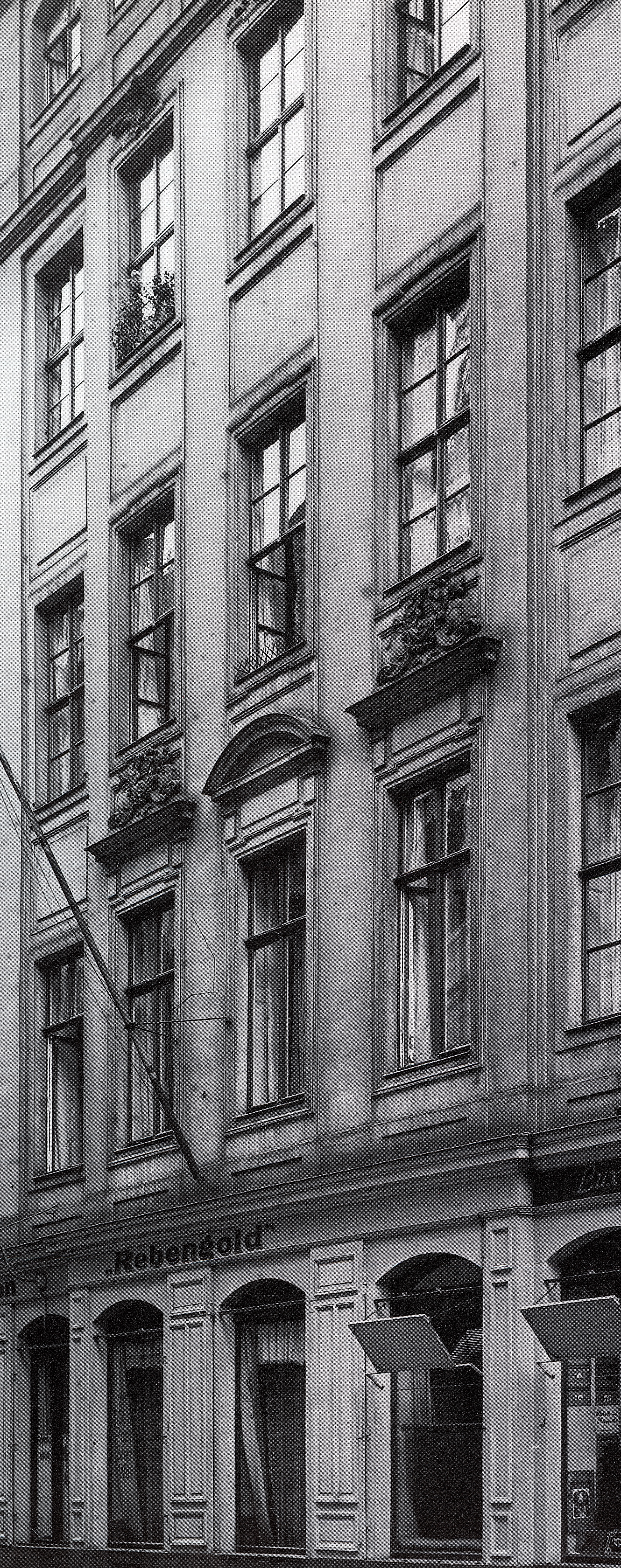
Cäsarsches Haus

Das Cäsarsche Haus – nicht zu verwechseln mit dem bereits 1760 zerstörten Teil des Cäsar- und Knöffelschen Hauses am Neumarkt – war ein spätbarockes Wohnhaus an der Schössergasse 25/Ecke Sporergasse in Dresden. Es wurde 1781 erbaut und 1945 zerstört. Im Jahr 2019 begann der Wiederaufbau des Gebäudes mit originalgetreuer Fassade im Rahmen der Errichtung des letzten Neumarkt-Quartiers, die Fertigstellung war für November 2021 geplant und erfolgte durch den Bauherren am 31. Dezember 2021.

## Beschreibung
Seit April 1747 gehörte das Haus Johanna Juliana Caesar, der Ehefrau des Oberkriegskommissars Cäsar. Vermutlich unter deren Kindern und Erben, dem Kurfürstlich Sächsischen Kammer-Sekretär Carl Leopold Cäsar und seiner Frau Johanna Juliana, wurde das Haus im Jahre 1781 im Stil des Rokoko neu erbaut – im Adressbuch von 1797 ist Carl Leopold Cäsar als Bewohner des Hauses angegeben, als Eigentümerin wird die Jungfer Juliane Sophie Cäsar genannt. Während die ältere Forschung noch Johann Christoph Knöffel als Baumeister annahm, sehen May und Hertzig den Baumeister Samuel Locke  als Entwurfsarchitekten an.